# Ieva Simonaitytė
Ieva Simonaitytė sau Ewa Simoneit (n. 23 ianuarie 1897, Vanagai⁠(d), Lituania – d. 27 august 1978, Vilnius, RSS Lituaniană, URSS) a fost o scriitoare lituaniană. A fost o reprezentantă a culturii din Lituania Minor și regiunea Klaipėda, teritorii germane din Prusia de Est, cu o populație lituaniană mare, dar în scădere. A primit aprecieri critice pentru romanul Aukštujų Šimonių likimas (The Fate of Šimoniai from Aukštujai, 1935).

## Biografie
Simonaitytė s-a născut într-un sat din Vanagai (atunci Wannaggen în Prusia de Est germană) în județul Klaipėda. La vârsta de cinci ani s-a îmbolnăvit de tuberculoză, care i-a afectat oasele și a trebuit, din acel moment, să meargă în baston. Originară dintr-o familie de țărani săraci și crescând fără tată, a trebuit să lucreze de tânără atât ca persoană care avea grijă de gâște, cât și ca baby-sitter. A învățat să citească și să scrie de la mama ei. Simonaitytė a fost în mare parte autodidactă. Din 1912 până în 1914, Simonaitytė a primit tratament împotriva tuberculozei la Angerburg. Având o stare de sănătate mai bună și influențată de Primul Război Mondial, a început o carieră literară publicând poezii și proză scurtă în diverse periodice lituaniene din Lituania Minor. Și-a câștigat traiul lucrând ca și croitoreasă până în 1921 când s-a mutat în Klaipėda, unde a absolvit, la seral, cursuri de dactilograf și stenograf. Simonaitytė a lucrat ca secretară și traducătoare. Într-o oarecare măsură, a fost implicată în viața politică a regiunii Klaipėda, participând la revolta din Klaipėda în 1923, lucrând pentru parlamentul local (parlament stabilit pentru a garanta autonomia pentru regiune) și depunând mărturie în procesele naziste din 1934.
Șansa ei a venit în 1935 cu publicarea Aukštujų Šimonių likimas. Ea a primit premiul literar oferit de stat, o pensie, și din acel moment și-a dedicat restul vieții literaturii. După ultimatumul german din 1939 pentru Lituania, Klaipeda a fost anexată Germaniei Naziste și Simonaitytė s-a mutat la Kaunas, iar în 1963 la Vilnius. Simonaitytė a cumpărat o casă de vară în Priekulė, lângă Klaipėda în 1961, petrecându-și cele mai multe dintre veri acolo. Casa de vară a fost transformată în muzeu memorial în 1984. Simonaitytė a murit la Vilnius și a fost îngropată în Dealul Scriitorilor din cimitirul Antakalnis.

## Lucrări
Cel mai faimos roman al lui Simonaitytė, Aukštujų Šimonių likimas, descrie soarta familiei Simonaitytė între secolele XVIII și XX, în fragmente independente. Odată puternică și prosperă, familia a slăbit în timp ce încearca să reziste influenței coloniștilor germani. Familia și-a pierdut averile, cultura etnică și identitatea. Contextul istoric nu este susținut de o cercetare academică, dar este o reconstrucție a unui produs imaginar și romantic. Autoarea prezintă multe date etnografice și descrie, în detaliu, obiceiuri vechi și tradiții. Cum cultura lituaniană, treptat și inevitabil a dispărut sub presiunea neîncetată a germanilor, lupta dintre cele două culturi devine înconjurată de o aură fatalistă, care este încă dureroasă și vătămătoare, cu fiecare pas.
Romanul Vilius Karalius (Regele Vilius), două volume din lucrarea publicată în 1936 și 1956, este oarecum similar cu Aukštujų Šimonių likimas. Urmărește, de asemenea, viața mai multor generații de lituanieni din Prusia, dar se distinge prin  observații psihologice și sociale. Simonaitytė a scris mai multe cărți autobiografice: Be tėvo (Without a Father, 1941), ...O buvo taip (It Was Thus..., 1960), Ne ta pastogė (A different Home, 1962), Nebaigta knyga (Unfinished book, 1965). Cea mai mare slăbiciune a lui Simonaitytė a fost excesiva prolixitate, tendință spre sentimentalism, și în lucrările de mai târziu, utilizarea de clișee ale realismului socialist. Lucrările ei au fost cenzurate și continuu revizuite de către autoritățile Sovietice; de exemplu, a fost nevoie de șase ani de revizuiri pentru a satisface cerințele ideologiei Sovietice de a publica Pikčiurnienė, un roman despre o femeie distrusă de lăcomie. Romanul a fost transformat într-un grotesc portret de lăcomie și cruzime în rândul claselor privilegiate (buožė în terminologia Sovietică), care de fapt trebuia să justifice opresiunile sovietice.

## Legături externe
- Bibliografia lui Simonaitytė